# المجتمع الجغرافي الأمريكي
المجتمع الجغرافي الأمريكي هي المنظمة المهنية للجغرافيين، التي تأسست في عام 1851 في مدينة نيويورك. معظم الزملاء من المجتمع هم الأميركيون، لكن بينهم كانت دائما عددا كبيرا من الزملاء من جميع أنحاء العالم. جمعية تشجع الأنشطة التي توسع المعرفة الجغرافية، وتفسير تلك المعرفة بحيث يمكن أن تكون مفيدة للجغرافيا وغيرها من التخصصات، وخاصة في بيئة السياسات. ومن أقدم المنظمات الجغرافية على الصعيد الوطني في الولايات المتحدة. وعلى مدى قرن ونصف من وجودها، فإن قسم الخدمات الزراعية يولي اهتماما خاصا بثلاث مناطق: منطقة القطب الشمالي، القطب الجنوبي، وأمريكا اللاتينية. وكان من السمات المميزة له الاستكشاف، شرط أن الحملات التي تنتج نتائج علمية ملموسة.

## التاريخ
تأسس قسم الخدمات الزراعية عن طريق 31 فرد من سكان نيويورك، الذين كانوا من المحسنين الأثرياء والمؤرخين والناشرين والمحررين. وكان من بينهم جورج فولسوم، هنري غرينيل، حيرام بارني.
اتفق مؤسسو القسم علي استكشاف القطبين، وبسهولة تم تنظيم قسم الخدمات الزراعية بناء على طلب من سيدة فرانكلين للبحث عن زوجها، الذي فقد في رحلة إلي المنطقة القطبية، في سبتمبر عام 1851 شكلت لجنة لصياغة دستورها يوم 9 أكتوبر، وقامت هذه اللجنة بوضع الدستورللجمعية في اجتماع عقد في المكتبة الجغرافية والإحصائية في مدينة نيويورك. ولم تنشأ جمعية تماما حتى 7 ديسمبر 1854، بموجب ميثاق الأمم المتحدة التي يمنحها المشرع من ولاية نيويورك "
وكان اسمها في المجتمع «الأمريكية الجغرافية والإحصائية». ربما يرجع ذلك إلى حقيقة أن الاجتماع التنظيمي الذي عقد في جامعة نيويورك «المكتبة الجغرافية والإحصائية»  في عام 1871، عدل قسم الخدمات الزراعية ميثاقها وتراجعت «والإحصائية» من عنوانه، وبذلك أصبحت «الأمريكية المجتمع الجغرافية».:71-111
وكانت أولي خطواتها والأكثر طموحا محاولة للجمعية للتأثير على السياسة الحكومية في وقت مبكر من عام 1862. يوم 7 يناير، تم تعيين لجنة خاصة لوضع النظام الضريبي لتتوافق مع الحالة الراهنة للشؤون العامة. وأعدت اللجنة تقريرا وقد طبع ووزع على أعضاء المجتمع، وأعضاء الكونغرس الأمريكي، وغيرهم من الموظفين العموميين في جميع أنحاء الولايات المتحدة. كما بدأ المجتمع في الاندماج عالميا داخل الجماعة الجغرافية دوليا، عندما أرسلت قسم الخدمات الزراعية عضو المجلس لحضور المؤتمر الجغرافي الدولي.
خلال الحرب العالمية الأولى، استخدمت تخصاصتها التي ترعاها الحكومة في التحضير ل مؤتمر باريس للسلام، والتي قادها قسم الخدمات الزراعية ومقرها في مبنى المجتمع في نيويورك. بعد الهدنة في عام 1918، غادرالرئيس وودرو ويلسون والوفد الأمريكي ل فرنسا ومعهم أبحر مدير قسم الخدمات الزراعية أشعيا بومان وثلاث شاحنات محملة بالمعلومات الجغرافية التي جمعها بومان و 150 من الجغرافيين والمؤرخين والاقتصاديين والإحصائيين، الإنثوغرافيون وعلماء السياسة، وعلماء القانون الدولي.
بعد الحرب العالمية الأولى، قامت المجتمع بجهد طموح كجزء من الجهود الدولية لرسم خريطة للعالم بأسره بمقياس1: 1000000. واستمر المشروع من1920-1945 وتنتج في نهاية المطاف 107 ورقة كخريطة بتكلفة إجمالية بلغت أكثر من نصف مليون دولار، معظمها من التبرعات الخاصة.

## رؤساء المجتمع
- جورج بانكروفت (1852-1854)
- فرانسيس ل هوكس (1854-1861)
- هنري غرينيل (1861-1864)
- تشارلز باتريك دالي (1900-1901)
- روبرت إدوين بيري (1903-1907)
- آرتشر م هنتنغتون (1907-1911، الرئيس الفخري 1911-1916)
- جون جرينوف (1916-1925، الرئيس الفخري 1925-1934)
- جون هيوستن فينلي (1925-1934، الرئيس الفخري 1934-1940)
- رولان L. ريدموند (1934-1947)
- ريتشارد أبجون الخفيفة (1947-1957)
- والتر وود (1957-1967)
- سيرج A. كورف (1967-1972)
- وليام أ هانس (1972-1973)
- ريتشارد H. نولتي (1973-1980)
- جون إي جولد (1980-1996)
- دونالد لويد جونز J. (1996-1999)
- وليام بي دويل (2000-2002)
- دوبسون (2002 إلى الوقت الحاضر
- قادة آخرين
- أشعيا بومان (مدير 1915-1935)
- جون ك رايت (مدير 1938-1949)